# Lista över offentlig konst i Mariestads kommun
Lista över offentlig konst i Mariestads kommun är en ofullständig förteckning över konst i offentliga rum, huvudsakligen utomhusplacerad konst, i Mariestads kommun. 

## Mariestads tätort
| Titel                                   | Konstnär(er)            | Årtal | Beskrivning                                                                    | Typ - material             | Plats Koordinater                                          | Bild                                    |
| --------------------------------------- | ----------------------- | ----- | ------------------------------------------------------------------------------ | -------------------------- | ---------------------------------------------------------- | --------------------------------------- |
| Birgitta Andersson                      | Marit Krogh             |       |                                                                                |                            | Korsningen Kungsgatan och Österlånggatan 58.70857, 13.8225 | Birgitta Andersson                      |
| Bruksarbetaren                          | Wanja ”Nones” Håkansson |       |                                                                                |                            | Gamla torget 58.71006, 13.82128                            | Bruksarbetaren                          |
| Embryon                                 | Ian Newbery             | 2010  |                                                                                | Granit                     | Fisktorget 58.70948, 13.81951                              | Embryon                                 |
| Karl-Erik och Vera                      | Einar Luterkort         | 1954  | Karl-Erik och Vera hyllar den svenska, sunda ungdomen med sin nakenhet         | Brons                      | Esplanaden 58.70945, 13.82187                              | Karl-Erik och Vera                      |
| Pomona                                  | Nils Möllerberg         | 1953  | Pomona var fruktens, fruktträdens och trädgårdarnas gudinna i romersk mytologi | Brons                      | Utanför Länsstyrelsen 58.70946, 13.8188                    | Pomona                                  |
| Terrestrial Ephemeral Super Transmitter | Carolina Falkholt       | 2011  | Skapad av överblivet material från den rivna silon                             |                            | koordinater saknas                                         | Terrestrial Ephemeral Super Transmitter |
| Vänerskutan                             | Per-Erik Willös         | 1966  |                                                                                | Kopparplåt och vångagranit | Stora torget 58.70941, 13.82293                            | Vänerskutan                             |